# Bellendenoideae
Bellendenoideae (P.H. Weston, 1995) è una sottofamiglia di piante appartenenti alla famiglia Proteaceae, endemica della Tasmania.

## Descrizione
Le piante di questa sottofamiglia presentano radici proteoidi. 
I filamenti staminali sono liberi. Il polline è triporato. 
Il carpello è poco stipitato. 
Gli ovuli sono 2, ortotropi. 
I frutti sono secchi, con due ali, indeiscenti. 
La lunghezza media dei cromosomi è pari a circa 4-6 µm.

## Distribuzione e habitat
La sottofamiglia è presente esclusivamente in Tasmania. Vive in ambiente di tipo alpino.

## Tassonomia
La sottofamiglia Bellendenoideae comprende un unico genere:
- Bellendena (R. Br.,1810)